# 어간 용법
어간 용법(語幹用法 고칸요호[*])는 일본어에서 형용사를 어미까지 말하지 않고 어간 부분에서 끊어 말하는 어법이다. 고전어에서는 형용동사에도 들어맞는다. 주로 감동이나 놀람을 나타내는 것에 사용된다. 

## 사용 실태
역사적으로 오래 전부터 있는 용법이며 속어도 아니며 잘못 사용되는 것도 아니다. 하지만, 사용에는 지역차가 있으며 주부 지방에서 규슈 지방에 걸쳐서 한창 사용되는 것에 대해서 동일본에서는 대부분 사용되어 오지 않았다(예를 들면, 고통을 알았을 때에, 서일본에서는 ‘いた！ 이타![*]’라고 말하는 사람이 많지만 서일본에서는 ‘いたい！ 이타이![*] ’나 ‘いてえ！ 이테에[*]’라고 말하는 사람이 많다). 동일본에서의 어간 용법의 사용은 TV 등의 매스 미디어를 통해서 젊은 세대를 중심으로 급속하게 퍼졌다. 
급속한 사용 확대으로부터, 동일본에서는 어간 용법을 ‘若者言葉→젊은이 단어’이나 ‘일본어 변화’로 받아들일 수 있는 사람들도 존재하며 그것을 근거로 하며 일본 문화청은 어간 용법을 2010년 국어에 관한 여론 조사의 조사 대상을 했다. 국어에 관한 여론 조사에서는 ‘寒っ’, ‘すごっ’, ‘短っ’, ‘長っ’, ‘うるさっ’의 다섯 종류에 대해서 어느 정도 사용되고 있는지 또 마음에 들어하고 있는지가 조사됐다. 그 결과, ‘寒っ’에서는 ‘자신도 사용하며 (또는, 사용한 적이 있다고 생각한다) 다른 사람이 사용하는 것도 신경 쓰이지 않는다’라고 답했던 사람이 60%를 넘으며 ‘자신은 사용하지 않으며 다른 사람이 사용하는 것도 신경 쓰인다’라고 답한 사람은 10%에 머물렀다. ‘寒っ’ 이외에는 ‘자신도 사용하지만 (또는, 사용한 적이 있다고 생각한다) 다른 사람이 사용하는 것도 신경 쓰인다’라고 답한 사람은 20 ~ 30%대에 감소했진 그것도 ‘자신은 사용하지 않지만 다른 사람이 사용하는 것은 신경 쓰이지 않는다’라고 답한 사람이 40% 전후이며 ‘자신은 사용하지 않으며 다른 사람이 사용하는 것도 신경 쓰인다’라고 말한 사람은 10 ~ 20%대에 머물렀다. 

## 어간 용법의 사용법
고전어에서는 감탄사 ‘あな 아나[*]→(자기도 모르게 내는 소리) 아아’ 등과 함께 사용되거나 어간 뒤에 종조사 ‘や’ 등을 붙이거나 하는 일이 많다. 
- 고전어의 어간 용법의 예시[2]
  - うれし→あな、うれし→아아, 기쁘구나
  - めでたし→あな、めでたや→아아, 사랑스러워
  - うまげなり→あな、うまげ、ただ一口

현대어에서는 어간 용법을 문자화할 때에 어미에 스테가나의 ‘つ’를 붙이는 것이 있다. 하지만, 촉음은 전후의 음절에 사이에 두지 않으면 발음할 수 없기에 실제로는 촉음이 아니다. 어간 부분을 장음화시키는 것도 많다. 
- 현대어의 어간 용법의 예시
  - 早い 하야이[*]→빠르다→はや！ 하야![*] / はやー！ 하야-![*] / はっやー！ 핫야-![*]
  - 痛い 이타이[*]→아프다→いた！ 이타-![*] / いたー！ 이타-![*] / いったー！ 잇타-![*]
  - 怪しい 아야시이[*]→수상하다→あやし！ 아야시![*] / あやしー！ 아야시-![*] / あっやしー！ 앗야시-![*]

## 같이 보기
- 어간